# Ziomaki (powiat siedlecki)
Ziomaki – wieś w Polsce położona w województwie mazowieckim, w powiecie siedleckim, w gminie Mokobody. Ma status sołectwa. Przez wieś przebiega droga gminna Niwiski - Żuków.
Wierni Kościoła rzymskokatolickiego należą do parafii Wniebowzięcia NMP w Niwiskach.
We wsi działa założona w 1964 roku jednostka ochotniczej straży pożarnej. Obecnie na stanie jednostki jest średni samochód ratowniczo-gaśniczy GBAM 2,5/16/8 Star 200.
W latach 1975–1998 miejscowość należała administracyjnie do województwa siedleckiego.

## Zobacz też

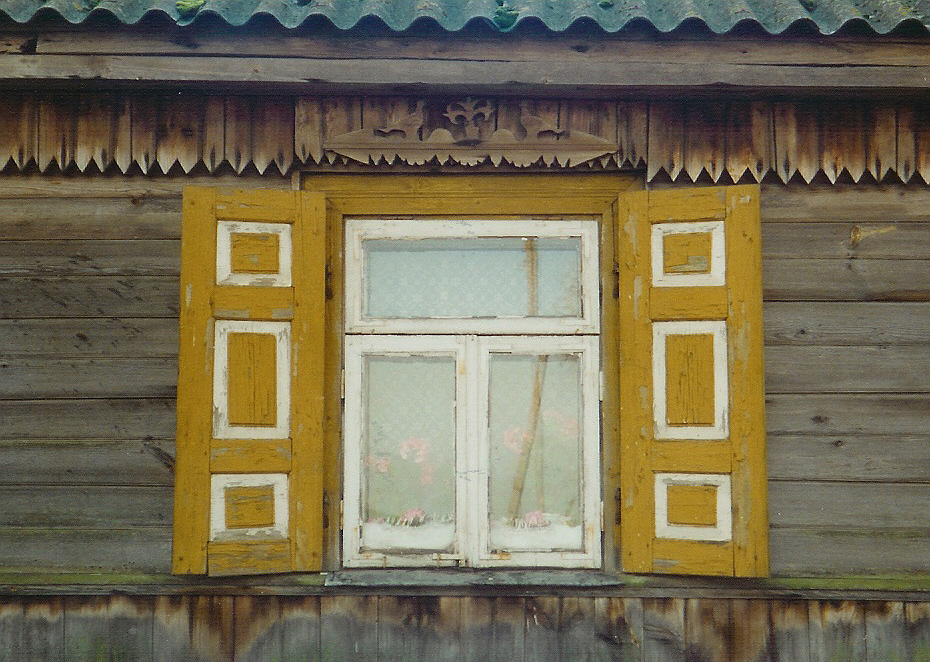
Okno dworku drobnoszlacheckiego w Ziomakach